# Parc des Hanwha Eagles de Daejeon
 (avril 2025).
Si vous disposez d'ouvrages ou d'articles de référence ou si vous connaissez des sites web de qualité traitant du thème abordé ici, merci de compléter l'article en donnant les références utiles à sa vérifiabilité et en les liant à la section « Notes et références ».
Le parc des Hanwha Eagles de Daejeon  (hangeul : 대전한화생명이글스파크) est un stade de baseball situé à Daejeon en Corée du Sud.
C'est le domicile des Hanwha Eagles de l'Organisation coréenne de baseball. Le stade a une capacité de 13 042 places.

## Dimensions
- Champ gauche (Left Field) : 98 mètres
- Champ centre (Center Field) : 114 mètres
- Champ droit (Right Field) : 98 mètres